# 台中e卡通
台中e卡通 (たいちゅうイーカートン、Taichung e-Card) は、台中市を中心に、中華民国（台湾）中部で使用されていた非接触型ICカードである。発行は台湾智能カード社が行っていた。2004年8月に台中市のバスで使用が開始された。2005年7月より台中県、彰化県、南投県のバス10社で使用可能となり、同8月には同じ地域の7-Elevenでも使用可能となった。2007年5月に同じ台湾智能カード社が発行する台湾通と統合、2008年6月には桃園、新竹、苗栗でも使用できるようになった。2015年末を以て使用停止となった。